# Edward de Jong (golfer)
Edward de Jong (19 juli 1982) is een Nederlandse golfprofessional die uitkwam namens Nederland op het europees kampioenschap en tweemaal tijdens het wereldkampioenschap.

## Amateur
De thuisbaan van Edward de Jong is de Hilversumsche Golf Club. Tweemaal deed De Jong als amateur mee aan het Open, dat toen op de Hilversumsche werd gespeeld. Bij het TNT Open in 2002 miste hij de cut maar bij het KLM Open in 2004 mocht hij in het weekend spelen.
Op het Europees Kampioenschap in 2004 eindigde hij als beste Nederlander op de 21ste plaats met een score van 286 (-2).

De Jong speelde ook op het Wereldkampioenschap in 2002 en 2004. Twee jaar later, in 2006, werd dat door Wil Besseling, Joost Luiten en Tim Sluiter gewonnen.

### Teams
- European Amateur Team Championship in 2003
- Eisenhower Trophy: In 2002 met Niels Boysen en Inder van Weerelt. In 2004 speelde hij dit toernooi samen met Wouter de Vries en Wil Besseling.

## Professional
Nadat hij zijn opleiding aan de Fontys Sporthogeschool  in Tilburg had afgerond, werd Edward in 2005 golfprofessional.

 Sinds juni 2014 is hij door de Nederlandse Golf Federatie benoemd tot Bondscoach voor het Nederlands Disabled Golfteam.